# Chrysogorgia campanula
Chrysogorgia campanula är en korallart som beskrevs av Madsen 1944. Chrysogorgia campanula ingår i släktet Chrysogorgia och familjen Chrysogorgiidae. Inga underarter finns listade i Catalogue of Life.